# Lengyelországi Zsidó Közéleti és Kulturális Egyesület

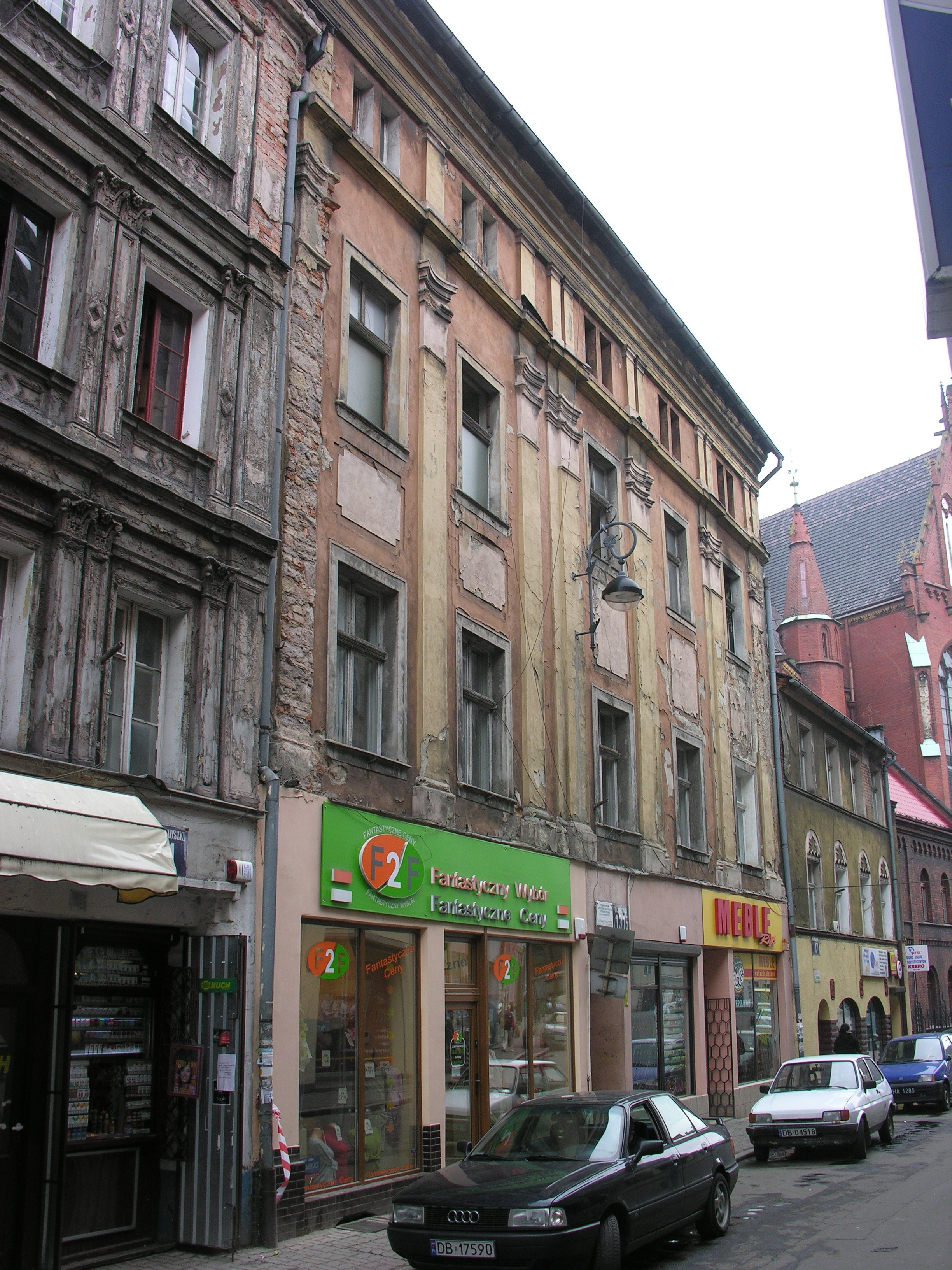
A TSKŻ wałbrzychi tagszervezetének épülete

A Lengyelországi Zsidó Közéleti és Kulturális Egyesület (lengyelül Towarzystwo Społeczno-Kulturalne Żydów w Polsce, rövidítésén TSKŻ) egy világi zsidó szervezet, amely 1950-ben jött létre a Lengyel Zsidók Központi Bizottsága és a Zsidó Kulturális Egyesület összevonásából. Jelenleg 2700 tagot számlál, s ezzel a legnagyobb zsidó szervezet Lengyelországban.
A szervezet célja a lengyel társadalom zsidó származású tagjai kulturális igényeinek kielégítése, valamint részleges zsidó kulturális képviselet ellátása a többségi társadalom felé. Feladatául tűzte ki továbbá az irodalmi, művészi, tudományos munkásság fejlesztését, a jiddis nyelv ápolását, a lengyelországi zsidó örökség gondozását, valamint tagjai anyagi és szellemi segítését.
Az egyesület a Zsidó Világkongresszus tagja. A szervezet az egyesületi törvény keretei között működik, a küldöttgyűlés négy évente választja meg az elnökét, amit a tagszervezetek tisztújítása követ. Saját forrásokból tartja el magát.
A szervezet kiadásában jelenik meg a Słowo Żydowskie – Dosz Jídise Vort című lengyel–jiddis kétnyelvű havilap.
Elnöke 1950-től 1962-ig Grzegorz (Hersz) Smolar, őt követően 1968-ig Leopold Trepper, majd Edward Rajber, később Szymon Szurmiej (a varsói Állami Zsidó Színház igazgatója, jelenleg tiszteletbeli elnök), végül pedig 2006-tól Artur Hofman.